# Mezinárodní kód botanické nomenklatury
Mezinárodní kód botanické nomenklatury (MKBN) (International Code of Botanical Nomenclature – ICBN), nověji Mezinárodní kód nomenklatury řas, hub a rostlin (International Code of Nomenclature for algae, fungi, and plants) je závazný souhrn pravidel (kodex), která určují vědecké pojmenování taxonů rostlin, řas a hub (včetně jejich fosílií). Jeho znění může měnit plenární schůze Mezinárodního botanického kongresu, která se koná každých 6 let, závazná vždy poslední verze. Jeho cílem je snaha o stabilizaci pojmenovávání taxonomických skupin, odmítnutí nejednoznačných jmen a zabránění zbytečnému tvoření nových jmen.
Problematiku nomenklatury kultivarů šlechtěných rostlin upravuje samostatný kodex, Mezinárodní kód nomenklatury kulturních rostlin (International Code of Nomenclature for Cultivated Plants, ICNCP).